# Osli
Osli község Győr-Moson-Sopron vármegyében, a Kapuvári járásban.

## Fekvése
Magyarország északnyugati részén, a Hanság déli peremén helyezkedik el.
Északi, nyugati és délnyugati irányból Kapuvárhoz, északkelet felől Csornához, kelet felől pedig Rábatamásihoz tartozó külterületek határolják. Két további szomszédja van még: délkelet felől Szárföld, dél felől pedig Veszkény. A legközelebbi város Kapuvár, mintegy 8 kilométerre délnyugatra.

### Megközelítése
Csak közúton közelíthető meg, a 85-ös főút kapuvári szakasza, illetve Bősárkány felől a 8514-es, Szárföld felől a 8515-ös úton, Kapuvár északi külterületei felől pedig Öntésmajoron keresztül, a 8529-es útból kiágazó 85 117-es számú mellékúton. Az autóbusz-közlekedés jónak mondható, rendszeresen indulnak járatok Kapuvár irányába.
1978 végéig kisvasúti összeköttetésben állt Kapuvárral, azóta azonban vasútvonal nem érinti, a legközelebbi vasúti csatlakozási lehetőség a Győr–Sopron-vasútvonal Kapuvár vasútállomása.

## Története és mai élete
A település nevét a besenyő eredetű Osl nemzetségtől kapta. 1230-ból maradt fenn első írásos említése "Villa Osl" alakban. A középkorban az Osl nemzetség, majd az ebből leszármazott Pinnyey család birtokolta. 1387-től a Kanizsai család tulajdonába kerül. 1536-ban házasság útján a Kanizsai birtokrészt Nádasdy Tamás szerezte meg. 1681-től a falu az Eszterházyak birtokába került.

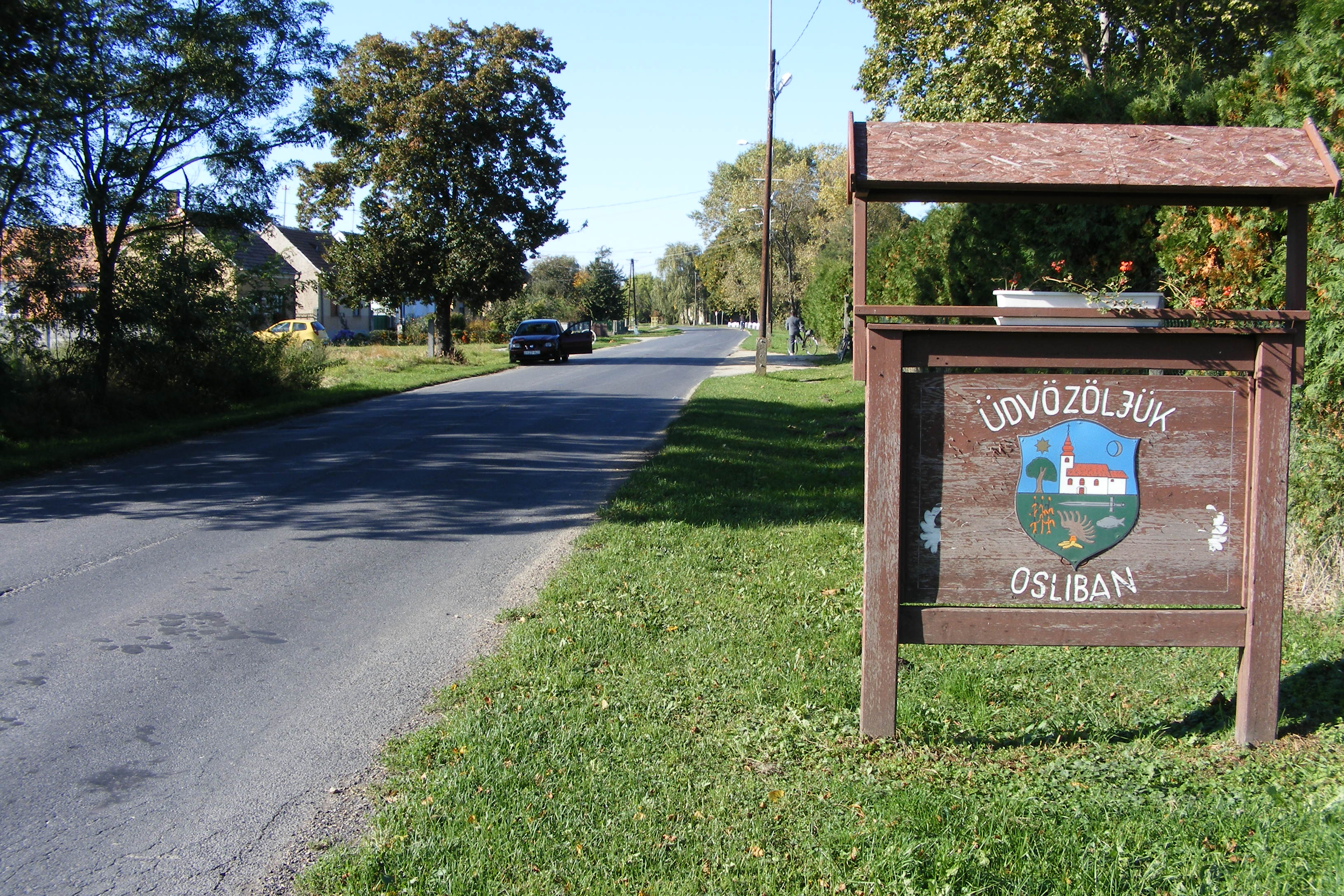
Falurészlet

Az itt élő emberek életét a Hanság lápvilága határozta meg. Egyszerre biztosított táplálékot, menedéket, de ugyanakkor akadályt is jelentett a termőföldért folytatott harcban.
A XVI. század a falu pusztulását hozta. 1570-ben pestis tört ki, 1594-ben a török csapatok pusztítják el a települést. 1683-ban Kara Musztafa seregei ismét felprédálják. 1694-ben Eszterházy Miklós három évi adómentességet ígérve újratelepíti. A mocsárvilágba ékelt falu lakóinak nehéz körülményeit, szegénységét bizonyítja, hogy egészen 1752-ig minden állami és földesúri teher alól mentességet kaptak. A 18. században mégis megindul a népesség gyarapodása, míg 1728-ban 10 család lakja és 19 család bérlőként jár ide földet művelni, addig 1785-ben már 46 házban 334-en laknak. A fokozatosan növekvő népesség egyre nagyobb területet tisztít meg a láptól, bozóttól, erdőtől és teszi megművelhető termőfölddé. 

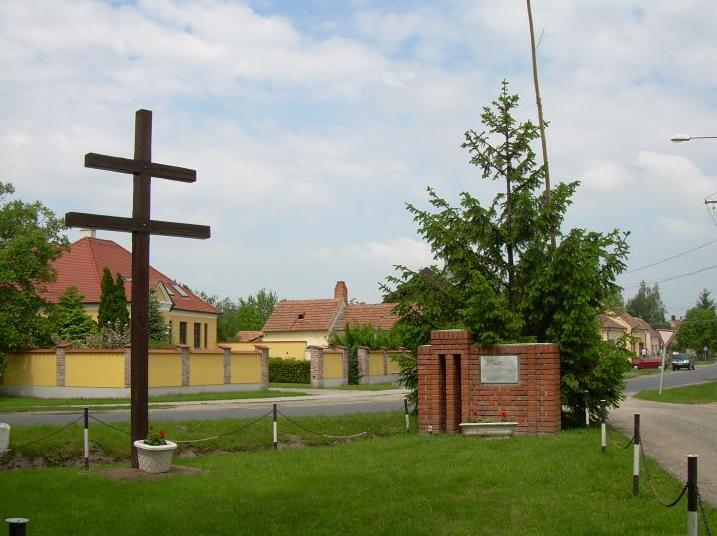
Emlékpark

1768-ban Eszterházy Miklós évi 120 Ft ellenében lemond az úrbéres szolgáltatásokról. A szerződés lehetővé tette, hogy a helyföldeket, réteket, halászóvizeket szabadon használják a lakosok, cserébe csak a gátak karbantartásáról kellett gondoskodni. A 19. század elején az Eszterházyak az irtásföldek nagy részét visszaváltják, majd kész ellenében újra Osli lakosságának rendelkezésére bocsátják. A jó termőtalajon gabonát, takarmánynövényeket termesztettek, hagyományosan nagy jelentőségű volt az állattartás. A falu bevételeit növelte a fekvéséből adódó nagy átmenő forgalom, valamint a Mária-napi búcsúk idegenforgalma. A lakosság többségének nem volt elegendő földje, ezért a hercegi birtokon mezőgazdasági munkásként, napszámosként dolgoztak. Télen az erdőgazdaságban vállaltak alkalmi munkákat. A földbirtok megoszlást nem módosította lényegesen az 1923-ban és 1938-ban végrehajtott földrendezés. A 19. században többször pusztított a kolera, a himlő és a sűrűn egymás mellett álló nádfedeles házak gyakran váltak a tűz martalékává. 1889-ben megalakult az önkéntes tűzoltó-egyesület, amelynek eredményes működését számos elismerő oklevél tanúsítja. A gazdálkodás színvonalának emelését, a művelődést segítették a különböző egyesületek, a Gazdakör, az Önképzőkör, az Asszonyszövetség, a KALÁSZ  és KALOT.

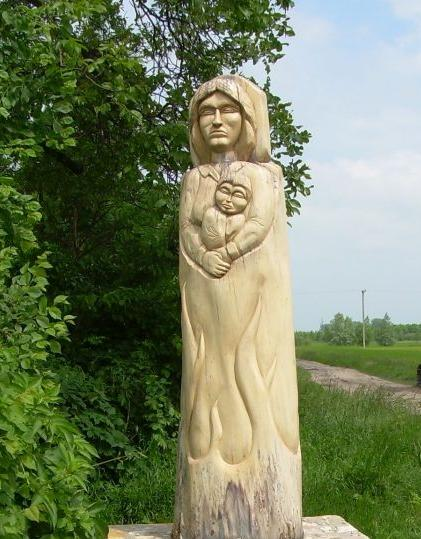
Az 1956-os emlékmű

1945-ben a földosztás során 1600 hold földet osztottak szét 280 család között. 1948-ban a volt Hangya Szövetkezetből létrejött a helyi földművesszövetkezet. 1959-ben megalakították a Petőfi Termelőszövetkezetet, amihez később hozzácsatolták az Öntési Béke Termelőszövetkezetet. 1976-ban beolvasztották az egyesült Tordosamenti Termelőszövetkezetbe.
1906-ig a babóti, 1906 és 1926 között a szárföldi körjegyzőséghez tartozott. 1926-ban felépült a községháza és a következő évben önálló községgé vált. 1950-től önálló tanácsú község. 1990-ben megalakult az önkormányzat.
A helyi munkalehetőséget a termelőszövetkezet és a Florasca KGV jelenti. Az aktív dolgozók nagy része azonban bejárásra kényszerül a megye legkülönbözőbb munkahelyeire. Osliban 1 kft, 13 mezőgazdasági, 11 kereskedelmi és 22 szolgáltató jellegű vállalkozás van. A fő állás mellett majdnem mindenki foglalkozik jövedelem kiegészítésként mezőgazdasági tevékenységgel.

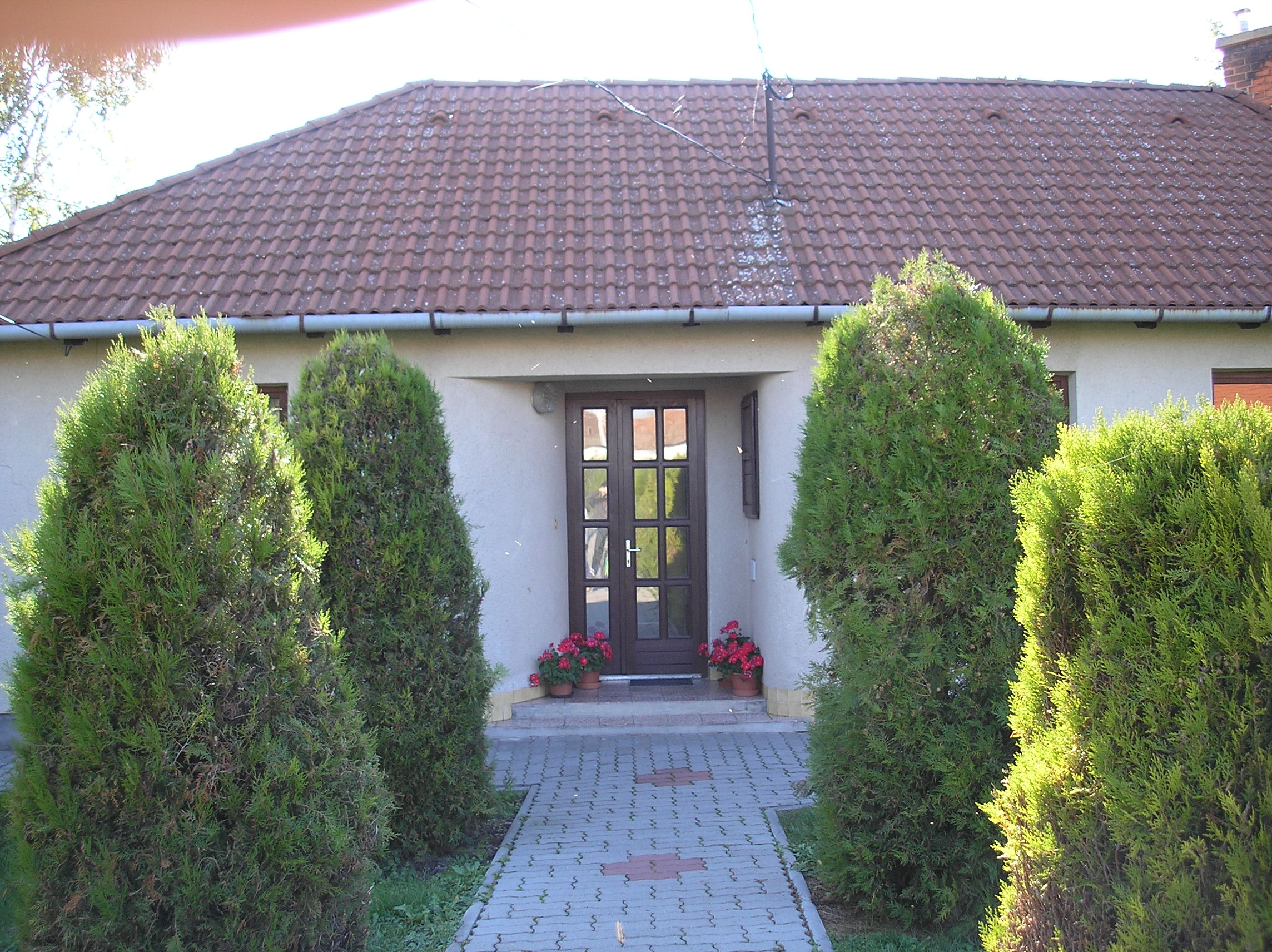
Az önkormányzat épülete

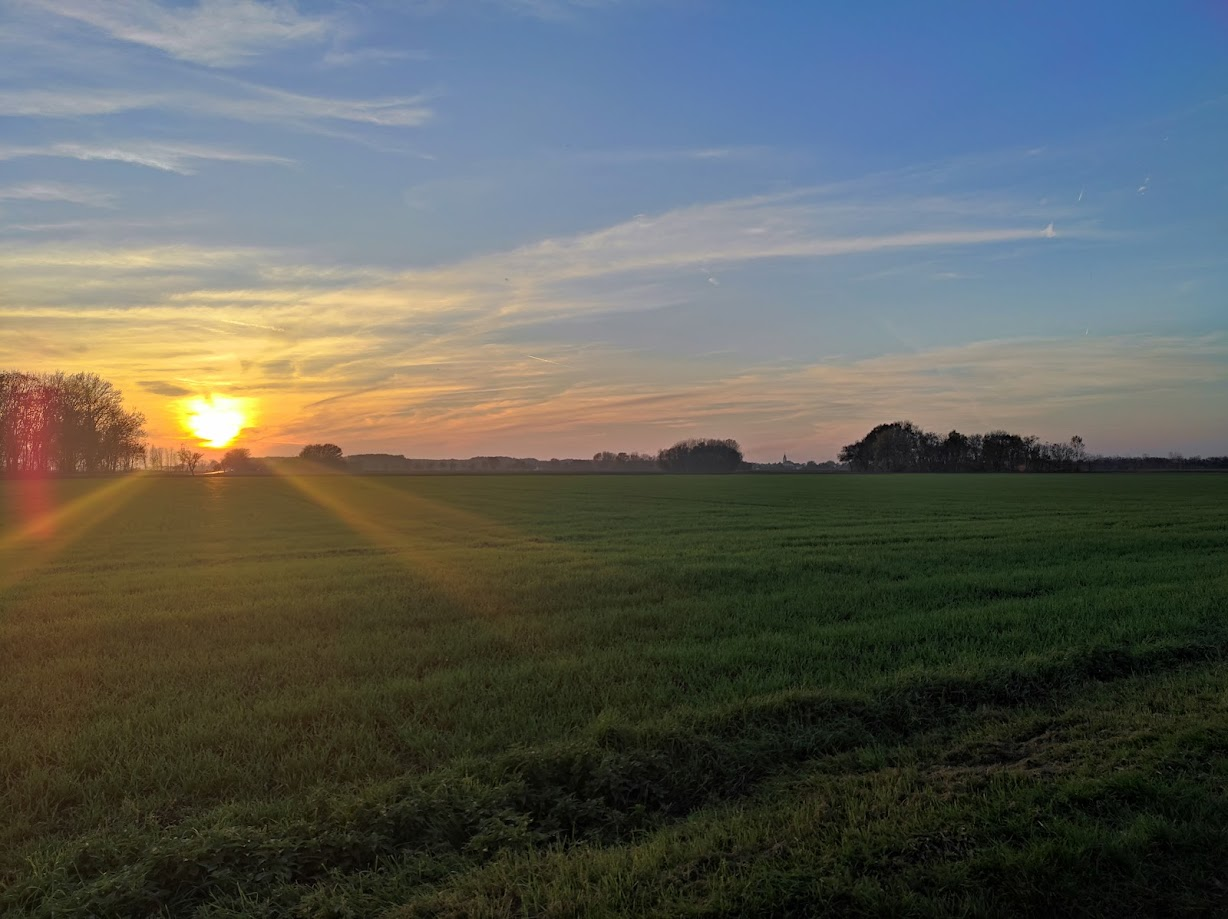
Osli dél-keletről

Az 1970-es évek legjelentősebb beruházása a helyi törpevízmű megvalósítása volt. 1971-ben kiépült a vezetékes ivóvízhálózat, és a 80-as évek elejére befejeződött a község területén a járdaépítés. A nagyszabású infrastrukturális beruházások az 1990-es években kezdődtek el. A település bekapcsolódott a Crossbar-hálózatba és már sok család rendelkezik telefonnal. Kiépült a kábeltelevíziós hálózat is. A folyékony kommunális hulladék összegyűjtése  a szennyvíz csatornarendszerrel történik. Megoldott a szilárd hulladék összegyűjtése és tárolása.

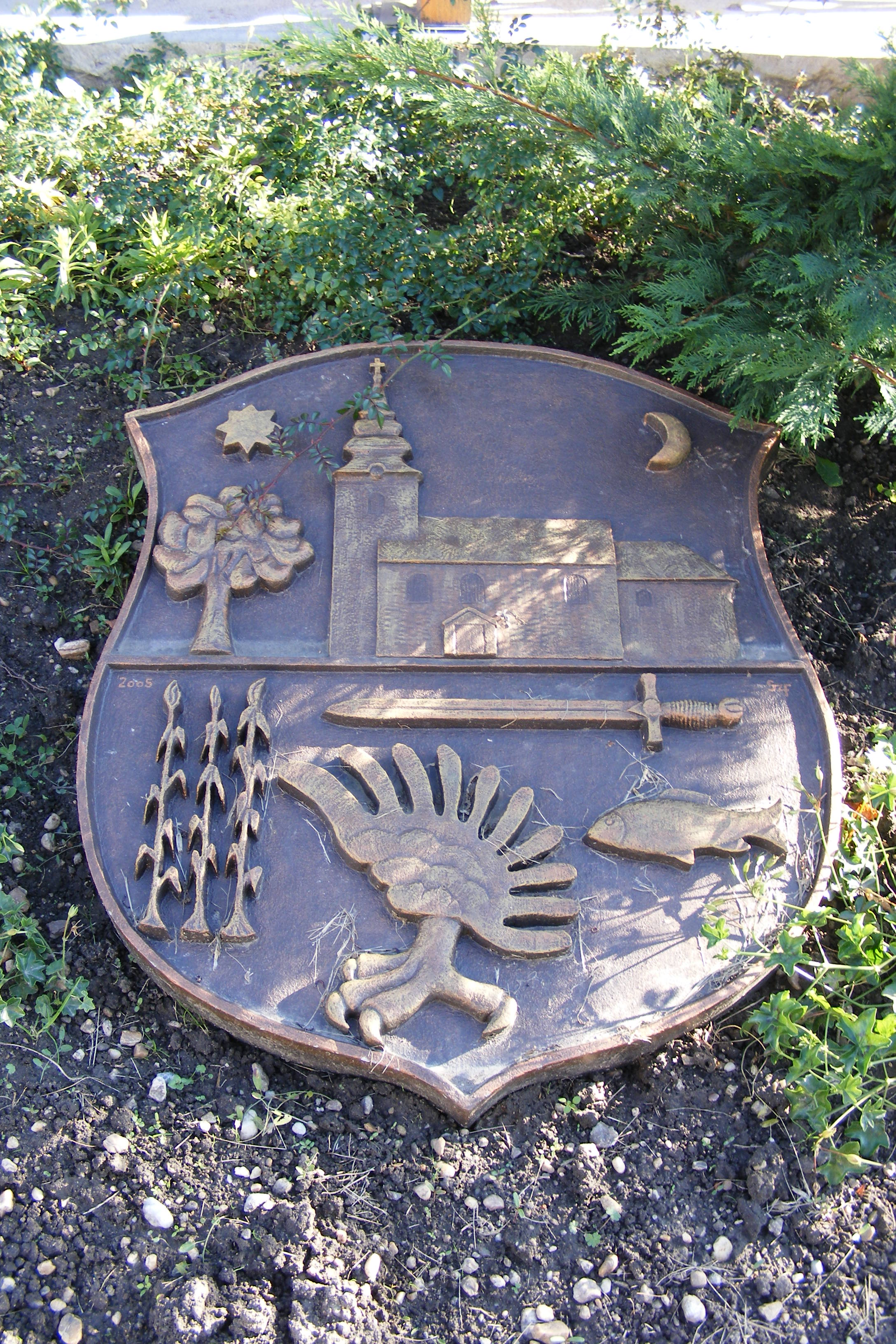
A község címere

1968-ban készült el az óvoda, amely jelenleg a kapuvári Király-tó Óvoda tagintézménye. Jelenleg 2 óvodapedagógus 13 kisgyerekkel foglalkozik. Az iskolai oktatásnak is van múltja Osliban. 1766-ból ismerjük név szerint a falu első tanítóját, Bors Jánost. Az 1900-as évek elején 2 tanító, 1926-tól pedig már 3 tanító foglalkozott a falu gyermekeivel. 1972-ben 2 tanteremmel bővítik ki az általános iskolát, ami lehetővé tette a napközi otthon megszervezését.  
1998-ban a helyi iskola egyik épületében került kialakításra a helytörténeti kiállítás, amely azóta is működik.
1998-ban a 9 tantermes iskolában 11 pedagógus 93 tanulóval foglalkozott. 2008-ban az egyre nehezebb finanszírozási helyzetben elkerülhetetlenné vált a felső tagozat megszüntetése. 

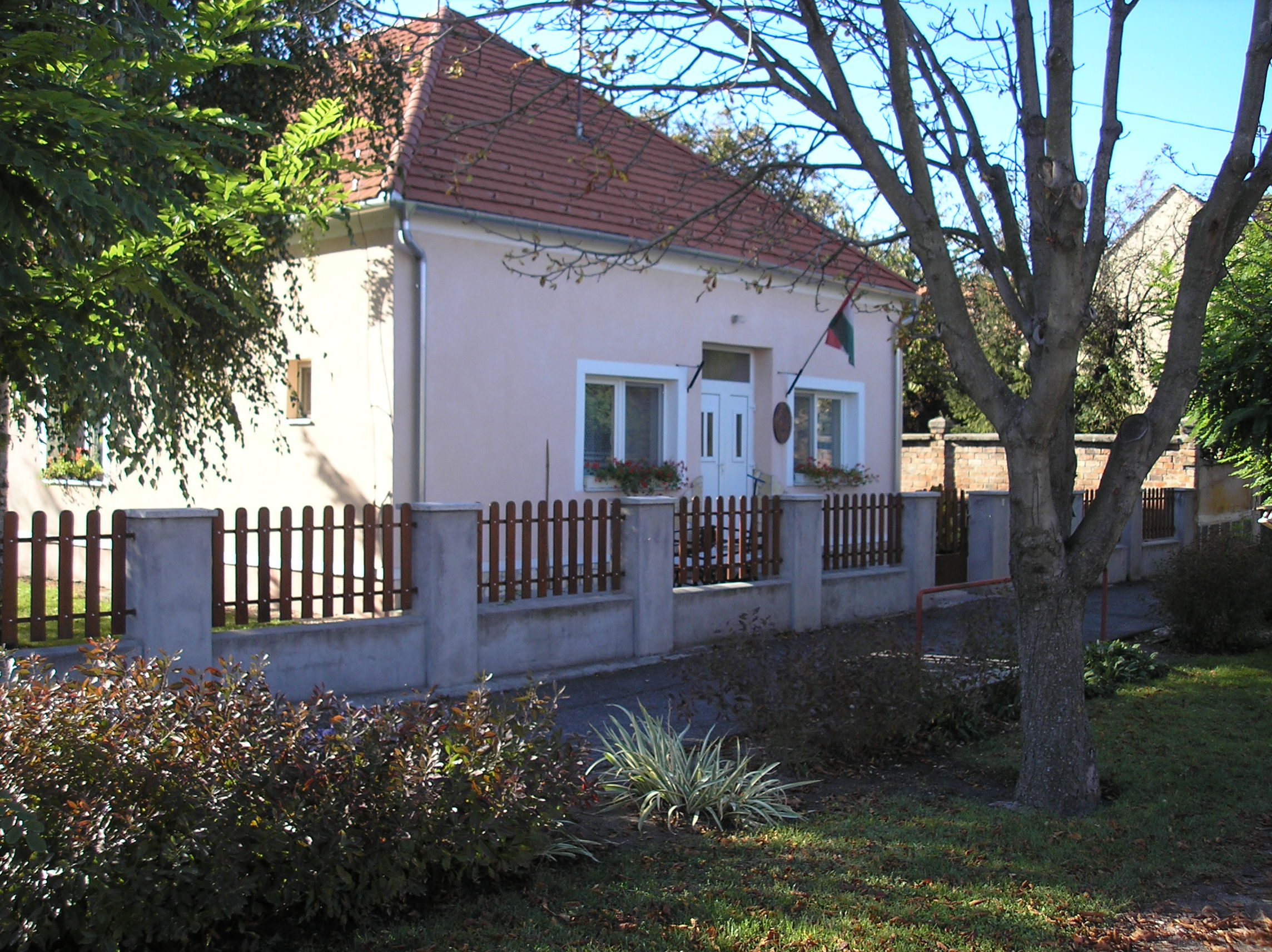
Az óvoda épülete

1958-ban fejeződött be az orvosi rendelő építése. A művelődést, kikapcsolódást a kultúrház szolgálja, amelyben egy előadóterem és tornaterem is kialakításra került. 2015-2017 között a helyi alapegészségügyi ellátást biztosító épület teljes felújításon esett át. Az épületben található a gyermek és felnőtt orvosirendelő mellett, a helyi intézmények étkeztetését biztosító konyha is.
2024-ben elhunyt a községet akkor 34 éve irányító Fodor József polgármester.

## Közélete

### Polgármesterei
| Név          | Jelölő szervezet | Terminus  | Megjegyzés / Források |
| ------------ | ---------------- | --------- | --- |
| Fodor József | független        | 1990–2024 | Az 1990-es választásról csak a végeredmény ismert. |
| Fodor József | független        | 1990–2024 | Az 1994. december 11-én megtartott választáson az 558 érvényesen leadott szavazatból, két jelölt közül 493 szavazatot szerzett meg, amivel 88,35 %-os eredményt ért el.                 |
| Fodor József | független        | 1990–2024 | Az 1998. október 18-án megtartott választáson a 492 érvényesen leadott szavazatból, két jelölt közül 405 szavazatot szerzett meg, amivel 82,32 %-os eredményt ért el.                   |
| Fodor József | független        | 1990–2024 | A 2002. október 20-án megtartott választáson egyedüli jelöltként indult, így a 321 érvényes szavazat 100 %-át szerezte meg (érvénytelenül 13 fő szavazott).                             |
| Fodor József | független        | 1990–2024 | A 2006. október 1-jén megtartott választáson egyedüli jelöltként indult, így a 290 érvényes szavazat 100 %-át szerezte meg (érvénytelenül 22 fő szavazott).                             |
| Fodor József | független        | 1990–2024 | A 2010. október 3-án megtartott választáson a 463 érvényesen leadott szavazatból, két (azonos családnevű) jelölt közül 309 szavazatot szerzett meg, amivel 66,74 %-os eredményt ért el. |
| Fodor József | független        | 1990–2024 | A 2014. október 12-én megtartott választáson a 403 érvényesen leadott szavazatból, két jelölt közül 225 szavazatot szerzett meg, amivel 55,83 %-os eredményt ért el.                    |
| Fodor József | független        | 1990–2024 | A 2019. október 13-án megtartott választáson a 380 érvényesen leadott szavazatból, két jelölt közül 249 szavazatot szerzett meg, amivel 65,53 %-os eredményt ért el.                    |
| Fodor József | Fidesz-KDNP      | 1990–2024 | A 2024. június 9-én megtartott választáson a 496 érvényesen leadott szavazatból, két jelölt közül 258 szavazatot szerzett meg, amivel 52,02 %-os eredményt ért el.                      |
| Varga András | független        | 2025–     | A 2025. március 9-én tartott időközi választáson az 518 érvényesen leadott szavazatból, négy jelölt közül 261 szavazatot szerzett meg, amivel 51,38 %-os eredményt ért el.              |

A településen 2025. március 9-én időközi polgármester-választást kellett tartani, a korábbi polgármester 2024 novemberének elején bekövetkezett halálesete miatt.

### Díszpolgárai
- Dr. Varga József (2020)[14]

## Népesség
A település népességének változása:
| Lakosok száma | 907  | 895  | 875  | 854  | 861  | 882  | 886  | 878  | 870  |
|               | 2013 | 2014 | 2015 | 2019 | 2020 | 2021 | 2022 | 2023 | 2024 |

A 2011-es népszámlálás során a lakosok 88,7%-a magyarnak, 1,7% németnek mondta magát (10,8% nem nyilatkozott; a kettős identitások miatt a végösszeg nagyobb lehet 100%-nál). A vallási megoszlás a következő volt: római katolikus 80,4%, református 1,1%, evangélikus 0,2%, görögkatolikus 0,1%, felekezeten kívüli 2,1% (15,2% nem nyilatkozott).
2022-ben a lakosság 93,7%-a vallotta magát magyarnak, 4,9% németnek, 0,5% ukránnak, 0,2% szerbnek, 0,1% románnak, 2% egyéb, nem hazai nemzetiségűnek (4% nem nyilatkozott; a kettős identitások miatt a végösszeg nagyobb lehet 100%-nál). Vallásuk szerint 70,3% volt római katolikus, 2,3% református, 0,9% evangélikus, 1,1% egyéb keresztény, 0,9% egyéb katolikus, 2,4% felekezeten kívüli (22% nem válaszolt).

## Látnivalók, nevezetességek
- Római katolikus templom (öltöztetős Szűz Mária szobor)
- Kálvária
- Milleneumi emlékpark
- 1956-os emlékmű
- Világháborús hősök emlékműve
- Szent Flórián szobor
- Szent Vendel kápolna
- Helytörténeti kiállítás
- Hanság
- Fertő-Hanság Nemzeti Park

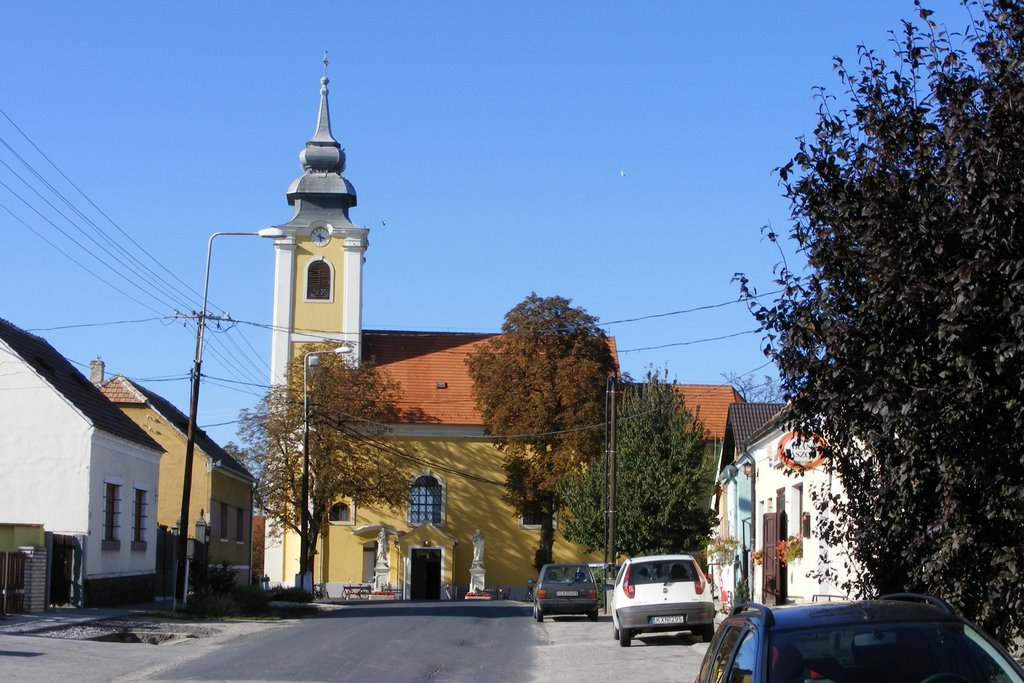
A Fő utca és a templom

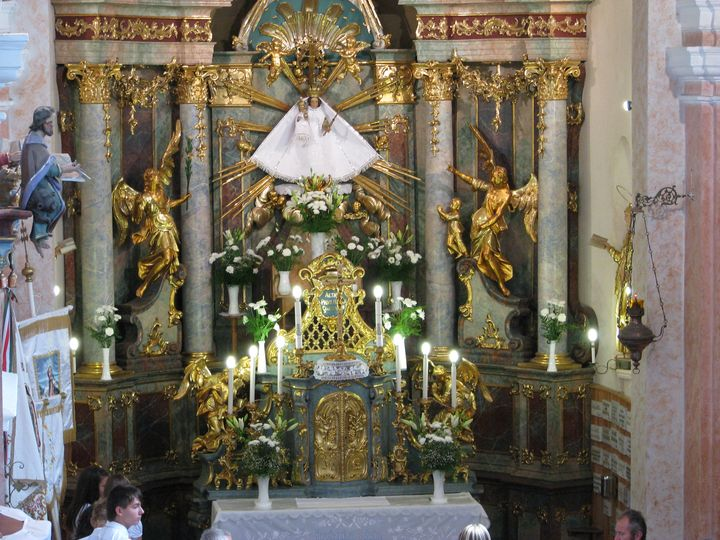
Az oltár a templomban

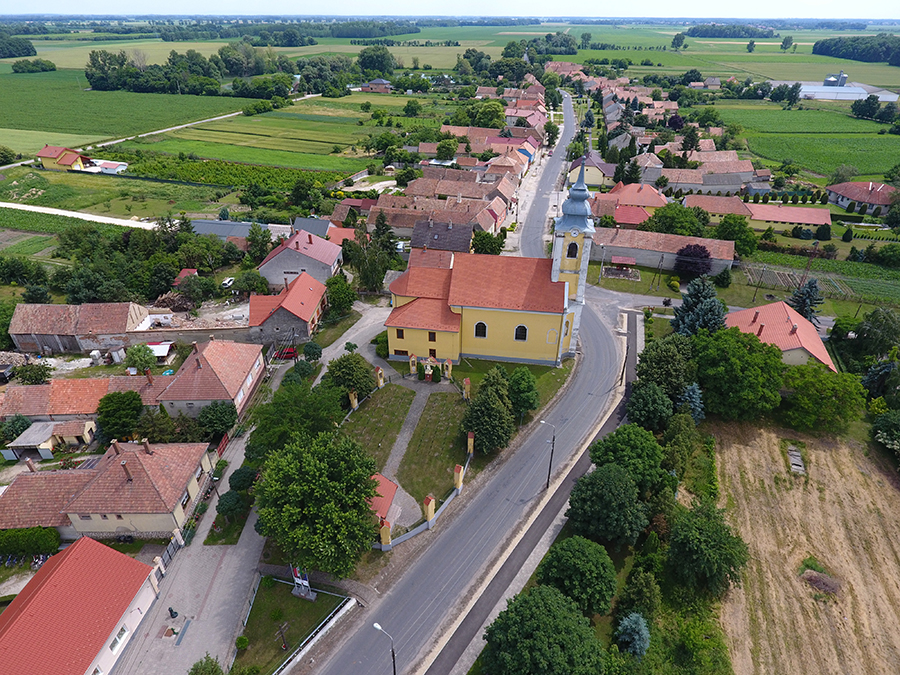
Osli, templom és kálvária légi fotón

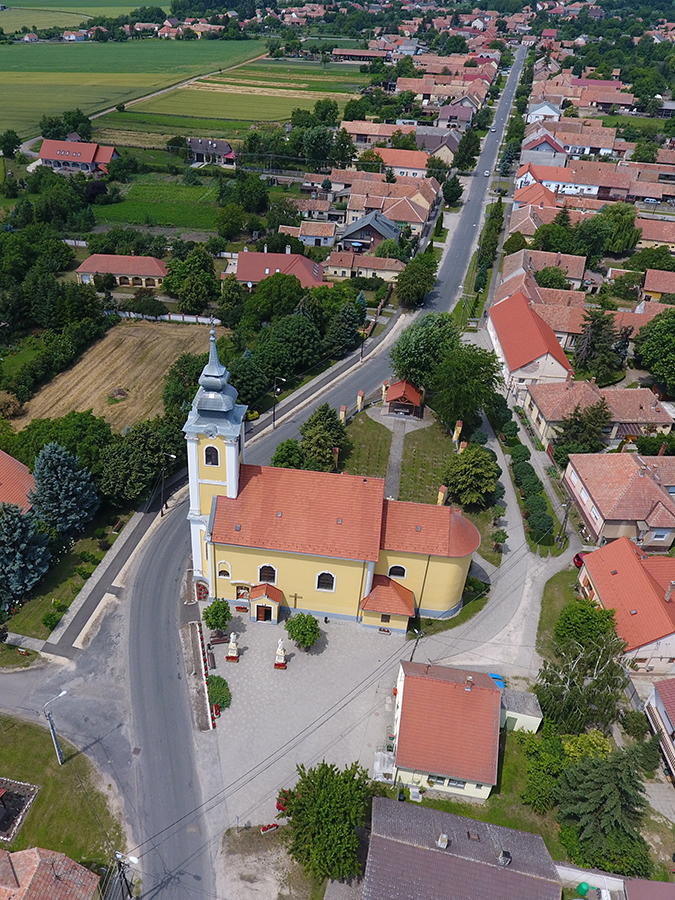
Osli, templom és kálvária légi felvételen

Osli legfőbb nevezetessége, hogy évszázadok óta a Rábaköz ismert Mária kegyhelye és búcsújáró helye. A Mária tisztelet alapjait Kanizsai János esztergomi érsek vetette meg, amikor 1390-ben kápolnát emeltetett és képet állított Mária tiszteletére. 1572-ben a protestánsok a kápolnát lerombolták és csak 1644-ben építették újjá. A török pusztítás után, 1690-ben ismét helyre kellett állítani a kápolnát és ekkor adományozta Esterházy Pál a Szűz Máriát ábrázoló szobrot a régi pótlására. A 95 cm-es szobor Máriát ábrázolja jobb karjában a kis Jézussal, bal kezében királyi pálcával. Mária és a gyermek Jézus fején aranyozott ezüst korona látható. A szobron latin felirat örökíti meg az adományozást. A kegyhely kultusza az idők folyamán egyre több embert vonzott, ezért 1748-ban kibővítették a templomot. A kápolnát szentéllyé alakították és ehhez építették a 18 m hosszú és 10 m széles hajót. Az átalakítást Tringer István építőmester végezte el. 1760-ban épült meg a templomtorony, amit 1847-ben magasabbra emeltek. A templom külső falán félköríves fülkében Szent István és Szent László embernagyságú szobra látható, amit Simor János győri püspök adományozott a győri székesegyház darabjaiból. A templom belsejében a legszebb alkotás a rokokó főoltár és annak angyalszobrai. Ennek közepén helyezték el a Máriát ábrázoló kegyszobrot. A szentély mennyezetén Mária mennybemenetelét ábrázoló falkép látható. A templom többi falképét 1856-ban Hohenegger Károly soproni és 1938-ban Pandúr József győri mester készítette.
- 1938-ban, Szent István király halálának 900. évfordulóján avatták fel az első világháborús emlékművet, ami Baumann Béla kőfaragó és Vörös János szobrászművész alkotása. Az emlékmű a 47 elesettnek állít emléket. Ugyancsak itt helyezték el a második világháború 47 áldozatának emléktábláját 1989-ben.
- osli-tőzeg:Ritkaságszámba menő savanyú (pH 2-4) síkláptőzeg, amit itt lehet bányászni

## Katolikus hitélet
A mai katolikus templomot 1748-ban építették, orgonája 1895-ben került elhelyezésre.

### A település plébánosai:[17]
- Klein Henrik (1808-1812)[18]
- Sumichráth József (1812-1845)
- Jáky Ferenc (1845-1885)
- Hegedüs Gáspár (1885-1908)
- Havranek Viktor (1908-1909)
- Hegedüs József (1909-1911)
- Kvidesz Géza (1911-1937)
- Eőry János (1937-1946)
- Varga Sándor (1946-1955)
- Koloszár Antal (1955-1977)
- Horváth Ferenc (1977-1991)
- Ratatics Ferenc (1991-2001)
- Bálizs Péter (2001-2011)[19]
- Dr. Szaradics József (2013-)[20]

## Osli híres szülöttei
- Itt született Vági Ferenc (1926. március 28. – Budapest, 1996. szeptember 24.) agrárközgazdász, egyetemi tanár, a közgazdaság-tudományok kandidátusa (1958), az MTA doktora (1973).